# Refugio de Vida Silvestre Manglares Estuario Río Muisne
El Refugio de Vida Silvestre Manglares Estuario Río Muisne (RVS MERM), es un área protegida localizada en la costa del Ecuador, en la desembocadura de los ríos Muisne y Cojimíes, que se parte del sistema hidrográfico Bunche-Cojimíes. El área protegida ubicada mayoritariamente en la provincia de Esmeraldas protege notables extensiones de las seis especies de mangle conocidas en el país, pava (Rhizophora harrisonii), rojo (Rhizophora mangle), blanco (Laguncularia racemosa), negro (Avicennia germinans), piñuelo  (Pelliciera rhizophorae) y botón (Conocarpus erectus).
Con el registro Oficial N.º 72 del 30 de abril del 2003, abarcando 3173 ha distribuidas en 25 cuerpos diferentes, el 13 de mayo de 2006, pasa de 12 000 hectáreas a una superficie total de 92 000 hectáreas, las cuales reúnen zonas marinas y áreas de manglar, mediante el acuerdo Ministerial N°71 y en 2016 se comunicó su ampliación a 92.246,35 ha incluidos ecosistemas marinos, distribuidas en 4662,44 ha de manglares, 9390,26 ha de estuarios y 78.193,65 ha de zona marina.

## Características biológicas
La comunidad biota es diversa debido a la presencia de aguas salobres; se estima que en el manglar habitan 25 especies de mamíferos, 70 especies de aves, 95 especies de peces, 35 especies de moluscos y 28 especies de crustáceos.